# Mabilleodes catalalis
Mabilleodes catalalis is een vlinder uit de familie van de grasmotten (Crambidae), uit de onderfamilie van de Odontiinae. De wetenschappelijke naam van deze soort is voor het eerst voorgesteld als Mecyna catalalis door Pierre Viette in een publicatie uit 1953.
De soort komt voor op Madagaskar.